# Scota

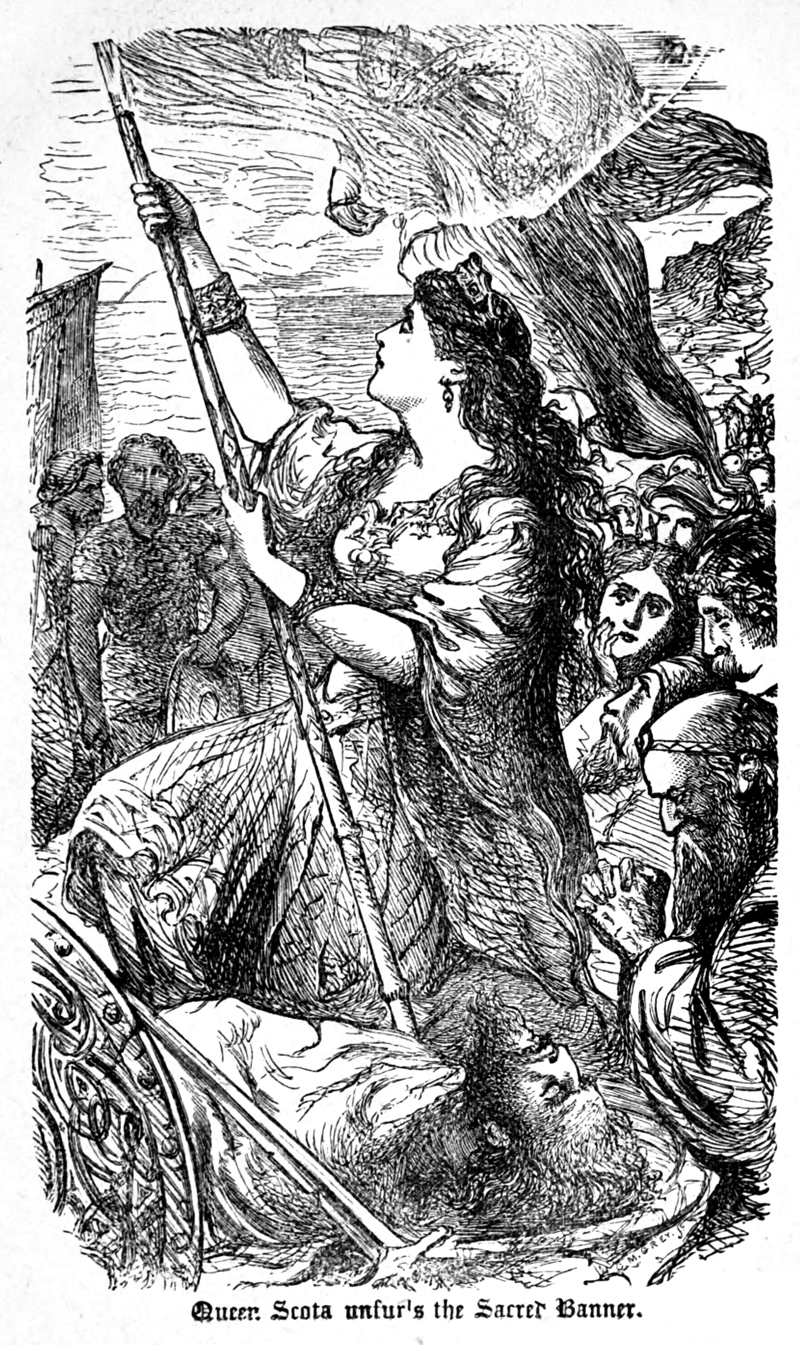
Queen Scota unfurls the sacred banner, ilustración de un libro de historia de Irlanda de 1867.

Scota o Scotia en la mitología irlandesa y mitología escocesa, es el nombre que se le da a la hija mitológica del Faraón de Egipto de quien descienden los pueblos gaélicos a quienes los romanos llamaron Scoti, en un primer momento piratas irlandeses y posteriormente invasores de Irlanda del Argyll y Caledonia, territorio conocido luego como Escocia.

## Historia de las Leyendas de Scota

### Primeras Fuentes
Edward J. Cowan ha trazado la primera aparición de Scota en la literatura en el siglo XII. Scota aparece en el Libro de Leinster (con una redacción de Lebor Gabála Érenn). Sin embargo, una revisión crítica se encuentra en un manuscrito del siglo XI de la Historia Brittonum que contiene una referencia anterior a Scota. Fuentes del siglo XII afirman que Scota era la hija de un faraón egipcio contemporáneo de Moisés, y que se casó con Geytholos (Goidel Glas), convirtiéndose en fundadora epónima de escoceses y los galos después de ser exiliados de Egipto. Las primeras fuentes de Escocia afirman que Geytholos era "un rey de los países de Grecia, Neolus o Heolaus, por su nombre", que fue exiliado a Egipto y entró al servicio del Faraón, casándose con la hija del Faraón llamada Scota. Existen varias versiones acerca de cómo llegó a ser Gaythelos y su esposa expulsados de Egipto, por una revuelta tras la muerte de Faraón y su ejército en el Mar Rojo, tras ser derrotados por Moisés, o en el terror de las plagas de Egipto, o después de la invasión de los etíopes, se les da, pero el resultado es que Gaythelos y Scota se exiliaron juntos con los nobles griegos y egipcios, y, asombrado los príncipes por el poder creciente del Jefe de los hebreos y por las plagas que cayeron sobre Egipto, huyeron de aquel país y se trasladaron a España, llevando la piedra de Jacob que ya tenía fama de operar grandes prodigios y dar suerte y protección a quien la poseía. Se instalan en Hispania después de vagar durante muchos años. Es allí donde se asientan en la esquina noroeste de la tierra, en un lugar llamado Brigantia (en la ciudad de La Coruña, que los romanos conocían como Brigantium). Mientras que el Lebor Gabála Érenn redacción de Leinster en contraste lo describe como un escita. Otros manuscritos de la Lebor Gabála Érenn contiene una leyenda variante del marido de Scota, no como Glas Goidel sino como Mil Espaine y lo conecta a la antigua Iberia. A pesar de que estas leyendas varían, todos coinciden en que Scota fue la fundadora epónima de los escoceses.

### Scota y la Piedra de Scone
Baldred Bisset es el primero que acredita haber fusionado la Piedra de Scone con las leyendas de Scota en su Processus (1301). De acuerdo con William Forbes Skene (1869):

.... antes de Baldred el rastro no se encuentra en ninguna de las crónicas anteriores. Él es el primero que lo menciona.

Bisset estaba dispuesto a legitimar el escocés (en lugar de Inglés) el acceso al trono después de que Alejandro III de Escocia murió en 1286. El mismo Alejandro en su coronación en 1249, escuchó su genealogía real recitada de nuevo a través de 56 generaciones de Scota. Bisset por lo tanto, trató de legitimar la adhesión de Scota a Escocia, como haber transportado
la Piedra de Scone a Escocia desde Egipto durante el éxodo de Moisés. En 1.296 la misma piedra fue capturada por Eduardo I de Inglaterra y trasladada a la Abadía de Westminster. Robert the Bruce en 1323 utiliza la misma leyenda Scota de Bisset para obtener derechos de propiedad sobre ella en el intento de conseguir la Piedra de Scone de vuelta a Escocia, Scone Abbey.
En el siglo XV, el cronista Inglés John Hardyng más tarde trató de desacreditar las reclamaciones de Bisset.

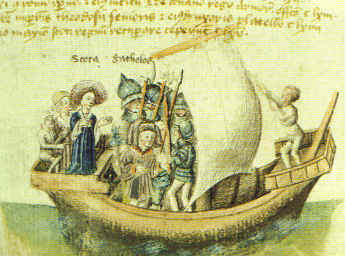
Scota (izquierda) y Goidel Glas viajando de Egipto, como se muestra en un manuscrito del de la Scotichronicon de Walter Bower, en esta versión Scota y Goidel Glas (latinizado como Gaythelos) son marido y mujer.

### Otras Fuentes
Andrew of Wyntoun's Orygynale Cronykil of Scotland y la Chronica Gentis Scotorum de Juan de Fordun (1385) son consideradas las principales fuentes de las leyendas de Scota, junto Thomas Grey's Scalacronica (1362). Walter Bower del siglo XV Scotichronicon incluye las primeras imágenes de las leyendas. Hector Boece en su Historia del siglo XVI Historia Gentis Scotorum ("History of the Scottish People") también menciona Scota y el mito de la fundación.

### Tumba de Scota
Al sur de la ciudad de Tralee, en Irlanda, en un valle esta una zona conocida como Glenn Scoithin, "Valle de la pequeña flor", más conocido normalmente como Glen Foley, es donde se cuenta que esta la tumba de la reina Scota. Foley's Glen, supuestamente la Tumba de Scota.